# 5-ös busz (Keszthely)
A keszthelyi 5-ös jelzésű autóbusz az Autóbusz-állomás és a Kárpát utca megállóhelyek között közlekedik. A vonalat a Volánbusz üzemelteti.

## Közlekedése
Csak munkanapokon közlekedik.

## Útvonala
| Kárpát utca felé | Autóbusz-állomás felé |
| --- | --- |
| Autóbusz-állomás – Kazinczy utca – Erzsébet királyné útja – Bem József utca – Rákóczi tér – Vásár tér – Zsidi út – Külső Zsidi út – Kárpát utca | Kárpát utca – Külső Zsidi út – Zsidi út – Vásár tér – Lehel utca – József Attila utca – Sopron utca – Bástya utca – Pál utca – Bercsényi Miklós utca – Vaszary Kolos utca – Deák Ferenc utca – Sörház utca – Kossuth Lajos utca – Mártírok útja – Autóbusz-állomás |

## Megállóhelyei
| 0  | Autóbusz-állomás             | 11 | 1, 2, 3, 70, C5 | Keszthely Autóbusz-állomás, Városi strand, Városi sporttelep, Helikon park                                                   |
| 1  | Városi strand                | ∫  | 1, 2            | Városi strand, Helikon park, Móló, Hotel Helikon                                                                             |
| ∫  | Csók István utca             | 10 | 1, 2, 3, 70     | |
| 2  | Erzsébet királyné útja       | ∫  | 1, 2            | |
| ∫  | Sörház utca                  | 9  | 1, 2, 3, 70     | Földhivatal, Fő tér, Várkert, Magyarok Nagyasszonya-templom, Keszthelyi Televízió                                            |
| 3  | Bem utca                     | ∫  | 1, 2            | Fő tér, Piac tér, Vajda János Gimnázium, Magyarok Nagyasszonya-templom, Várkert, Keszthelyi Televízió, Polgármesteri Hivatal |
| ∫  | Bercsényi utca               | 8  | 1, 3, 70, C5    | SPAR, Rendőrség, Pannon Egyetem Georgikon Kar, Tűzoltóság                                                                    |
| 5  | Rákóczi tér                  | ∫  | 1, 2, C5        | Rákóczi tér, Keszthely Plaza                                                                                                 |
| ∫  | Bástya utca                  | 6  | 1, 2, C5        | Festetics Kastély, Helikon Kastélymúzeum, Kastélypark, Történelmi modellvasút kiállítás és Vadászati Múzeum                  |
| ∫  | Lehel utca                   | 4  | 1, 2, C5        | Egry József Általános Iskola                                                                                                 |
| 7  | Egry József Általános Iskola | 3  | C5              | Egry József Általános Iskola                                                                                                 |
| 8  | Csizmadia utca               | 2  | C5              | |
| 9  | Ipartelep                    | 1  |                 | |
| 10 | Kárpát utca                  | 0  |                 | |